# 織笠村
織笠村（おりかさむら）は、昭和30年（1955年）まで岩手県下閉伊郡にあった村。現在の山田町織笠にあたる。

## 沿革
- 明治22年（1889年）4月1日 - 町村制施行にともない、旧来の東閉伊郡織笠村単独で村制施行。
- 1897年（明治30年）4月1日 - 郡の統合により北閉伊郡・中閉伊郡・東閉伊郡が合併して下閉伊郡が発足[1]。下閉伊郡織笠村となる。
- 昭和30年（1955年）3月1日 - 山田町・大沢村・豊間根村・船越村と合併し、新制の山田町となる。

## 行政

### 歴代村長
| 代 | 氏名       | 就任                       | 退任                       | 備考 |
| -- | ---------- | -------------------------- | -------------------------- | ---- |
| 1  | 稲川豊樹   | 明治22年（1889年）5月10日  | 明治23年（1890年）2月18日  |      |
| 2  | 昆与四郎   | 明治23年（1890年）3月1日   | 明治23年（1890年）9月1日   |      |
| 3  | 伊藤義道   | 明治23年（1890年）10月5日  | 明治25年（1892年）12月19日 |      |
| 4  | 山崎忠蔵   | 明治27年（1892年）10月30日 | 明治31年（1898年）5月31日  |      |
| 5  | 昆永作     | 明治31年（1898年）6月17日  | 明治32年（1899年）12月11日 |      |
| 6  | 竹内秀策   | 明治33年（1900年）5月11日  | 明治35年（1902年）4月17日  |      |
| 7  | 山崎良之助 | 明治35年（1902年）5月1日   | 大正2年（1913年）5月30日   |      |
| 8  | 竹内宗永   | 大正3年（1914年）8月7日    | 大正11年（1922年）12月26日 |      |
| 9  | 昆善規     | 大正12年（1923年）4月2日   | 昭和2年（1927年）4月1日    |      |
| 10 | 昆商平     | 昭和2年（1927年）4月21日   | 昭和10年（1935年）4月20日  |      |
| 11 | 昆畄吉     | 昭和10年（1935年）9月21日  | 昭和12年（1937年）8月13日  |      |
| 12 | 竹内宗永   | 昭和12年（1937年）9月13日  | 昭和16年（1941年）9月12日  | 再任 |
| 13 | 昆野勝平   | 昭和16年（1941年）10月1日  | 昭和19年（1944年）1月10日  |      |
| 14 | 昆国夫     | 昭和19年（1944年）3月27日  | 昭和21年（1946年）6月30日  |      |
| 15 | 福士市助   | 昭和22年（1947年）4月5日   | 昭和23年（1948年）1月23日  |      |
| 16 | 佐々木実悦 | 昭和23年（1948年）3月10日  | 昭和27年（1952年）3月9日   |      |
| 17 | 昆国夫     | 昭和27年（1952年）3月10日  | 昭和30年（1955年）2月28日  | 再任 |

## 交通

### 鉄道
- 国鉄山田線：織笠駅